# Pavel Štecha
Pavel Štecha (20. prosince 1944, Praha – 20. července 2004, Praha) byl český fotograf.

## Život a tvorba

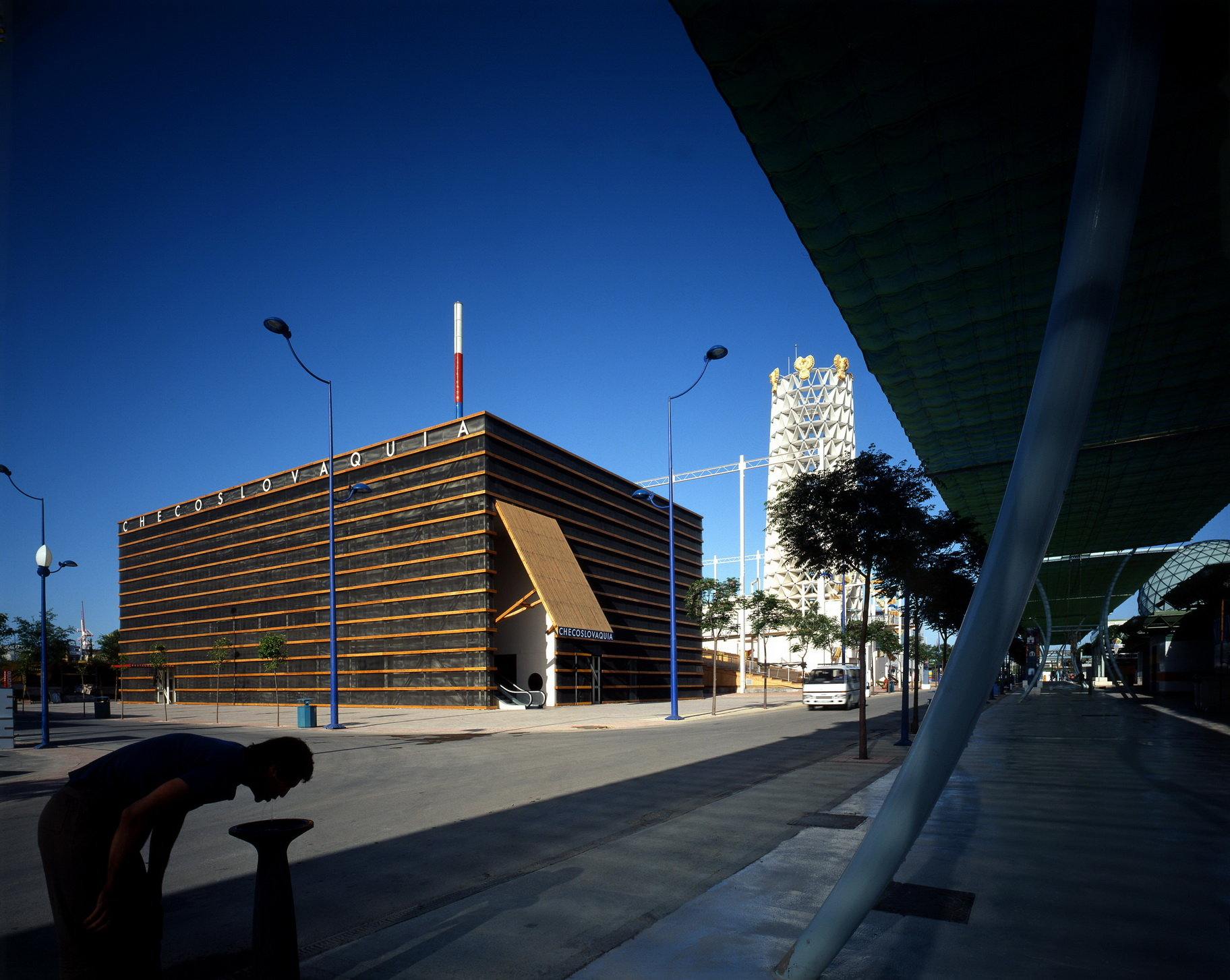
Československý pavilon na výstavě EXPO 92 Sevilla – foto Pavel Šlechta

Vystudoval fotografii na FAMU, kterou absolvoval v roce 1971. V období let 1970–1972 vytvářel cyklus Majitelé chat, ke kterému se vrátil znovu po deseti letech, aby fotografoval stejná místa a zachytil změny. V letech 1974–1994 učil fotografii na FAMU.
V roce 1989 se stal oficiálním fotografem Občanského fóra. V roce 1992 byl obrazovým redaktorem deníku Prostor. Ve stejném roce obdržel druhou cenu World Press Photo za fotografii Václava Havla naslouchajícího u obrazu Mistra Theodorika. V devadesátých letech se věnoval fotografování architektury.
Od roku 1993 učil na Vysoké škole umělecko-průmyslové, kde založil ateliér fotografie. Spolupracoval také na natáčení dokumentárních filmů, např. Viktora Polesného a Heleny Třeštíkové.

## Publikace (výběr)
- LUKEŠ, Zdeněk; ŠTECHA, Pavel, a kol. Josip Plečnik – Architekt pražského hradu. Praha: Správa Pražského hradu, 1996. ISBN 80-902051-3-5.
- ŠTECHA, Pavel; MALÁ, Věra; KRAJČI, Petr. Rezidence Lány. Praha: Správa Pražského hradu, 1997. ISBN 80-902051-9-4.
- ŠTECHA, Pavel; HOFFMAN, Ivan. U nás: 1968–1990. Lomnice nad Popelkou: Studio JB, 2001. ISBN 80-86512-10-X.